# Vollrad Ludolf von Krosigk
Vollrad Ludolf von Krosigk (* 24. April 1620 in Beesen; † 28. Januar 1671 ebenda), Erbherr auf Poplitz, Beesen, Laublingen, Gröna und Plötzkau, war Soldat und Kommunalpolitiker.

## Leben
Krosigk stammte aus dem Adelsgeschlecht Krosigk. Er war der Sohn von Vollrad von Krosigk (1577–1626) und dessen Ehefrau Ilse von der Schulenburg († 21. Dezember 1627). Nachdem seine Eltern gestorben waren, übernahm Werner von Hahn zusammen mit Levin von der Schulenburg die Vormundschaft für ihn.
Der Dreißigjährige Krieg behinderte die Ausbildung Krosigks erheblich. Mit 13 Jahren kam er 1633 als Page bei Christoph Vitzthum von Eckstädt in Stellung. Nach einigen Jahren ließ er sich anwerben und leistete in den Niederlanden mehrere Jahre Kriegsdienste.
Ab 1641 wieder zu Hause in Beesen, widmete er sich vorerst nur noch dem Wiederaufbau seiner Güter.
Durch Empfehlungen seiner Vormunde wurde Krosigk 1646 von Fürst Ludwig I. von Anhalt-Köthen in die Fruchtbringende Gesellschaft aufgenommen. Der Fürst verlieh Krosigk den Gesellschaftsnamen der Liebe und die Devise im ersten Anblicke. Als Emblem wurde ihm der kleine Storchschnabel mit runden rot- und weiß gestreiften Blümlein zugedacht. Im Köthener Gesellschaftbuch findet sich Krosigks Eintrag unter der Nr. 452. Dort ist auch das Reimgesetz verzeichnet, welches Krosigk anlässlich seiner Aufnahme verfasst hatte:
Storchschnabel welcher tregt gestreifte blümelein
von rot in weißer farb, ein lieben anblick giebet
so bald man ihn ersieht: Mein nahme mußte sein
Der Liebe drum genant: Deswegen wird geliebet
Gar bald was lieblich ist: Hiermit stimt überein
Auch die natur, wan sie sich in dem lieben übet:
Im ersten anblick' auch lieb' ieder ehr' und Zucht
So bringet er gewis der Liebe liebe frucht.
Am 6. Februar 1649 in Falkenstein heiratete er Dorothea von der Asseburg aus dem Haus Peseckendorf (1. Dezember 1624 in Neindorf; † 23. November 1674 in Beesen). Beim Begräbnis von Fürst Ludwig I. von Anhalt-Köthen am 14. Februar 1650 wurde Krosigk extra als Ehrengast erwähnt. 1651 wählte ihn die anhaltische Landschaft in ihren Ausschuss.
Krosigk hatte vier Söhne: Vollrad Busse (1654–1719), Erbe von Alt-Beesen, Bernhard Friedrich (1656–1714), Erbe von Poplitz, Laublingen, Gröna und Plötzkau, Levin August (1658–1686), Erbe von Neu-Beesen, und Ludolph (1664–1695), der als Hauptmann bei Nieuwpoort in Holland gefallen ist. Krosigks Tochter Sophia Elisabeth (1650–1726) war die zweite Ehefrau von Heinrich von Krosigk (1631–1705) auf Alsleben und Piesdorf.
Vollrad Ludolf von Krosigk starb am 28. Januar 1671 im 51. Lebensjahr in Beesen und wurde in Laublingen beigesetzt.